# فرودگاه گایا
فرودگاه گایا (به انگلیسی: Gaya Airport) یک فرودگاه همگانی مسافربری با کد یاتا GAY است که یک باند فرود آسفالت دارد و طول باند آن ۲۲۸۶ متر است. این فرودگاه در کشور هند قرار دارد و در ارتفاع ۱۱۶ متری از سطح دریا واقع شده‌است.